# 마찰발광

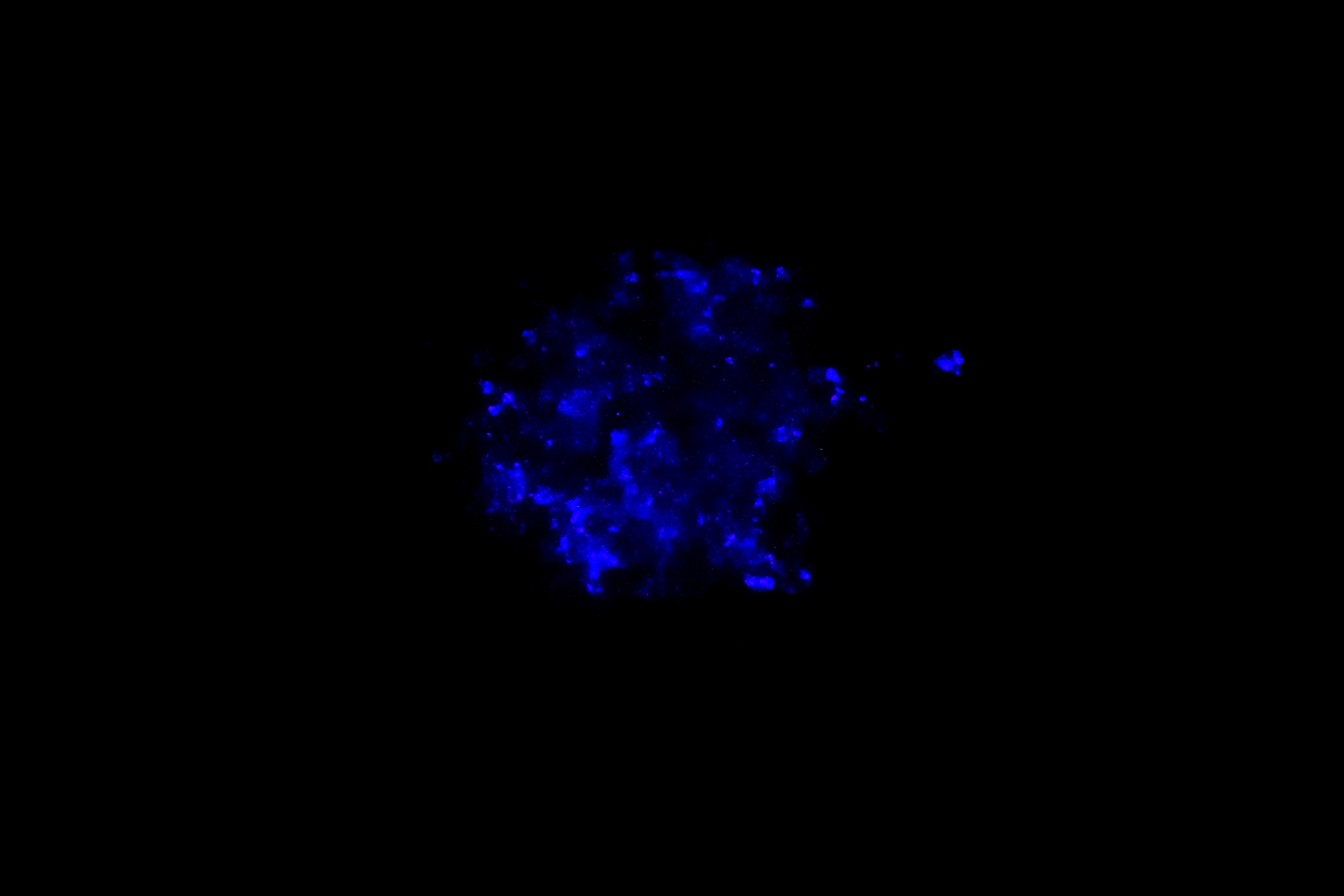
니코틴 L-살리실산염의 마찰발광

마찰발광(triboluminescence, 트라이볼루미네슨스)은 재료가 기계적으로 분리되거나, 찢어지거나, 긁히거나, 부서지거나, 문질러질 때 빛이 생성되는 현상이다(마찰학 문서 참고). 이 현상은 완전히 이해되지는 않았지만 대부분의 경우 정전기 전하의 분리 및 재결합으로 인해 발생하는 것으로 보인다. 마찰전기 문서도 참고할 것. 이 용어는 그리스어 τριβειν("문지르다", 마찰학 참조)와 라틴어 루멘(빛)에서 유래되었다.  설탕 결정을 깨거나 접착 테이프를 벗길 때 마찰발광이 관찰될 수 있다.
마찰발광은 프락토발광(프락토루미네선스, fractoluminescence, 파쇄된 결정에서 방출되는 빛만을 언급할 때 주로 사용되는 용어)와 동의어로 사용될 수 있다. 마찰발광은 압전발광 물질이 파손되는 것이 아니라 변형될 때 빛을 방출한다는 점에서 압전발광과 다르다. 이것은 고체에 대한 기계적 작용으로 인해 발생하는 발광인 기계적 발광의 예이다.

## 같이 보기
- 지진광
- 광원 목록
- 압전기
- 음발광
- 마찰전기